# ینی‌آرخ (گوی‌چای)
ینی‌آرخ (به لاتین: Yeniarx) یک منطقه مسکونی در جمهوری آذربایجان است که در شهرستان گوی‌چای واقع شده است. ینی‌آرخ ۱۳۴۰ نفر جمعیت دارد.